# Weare Giffard Hall

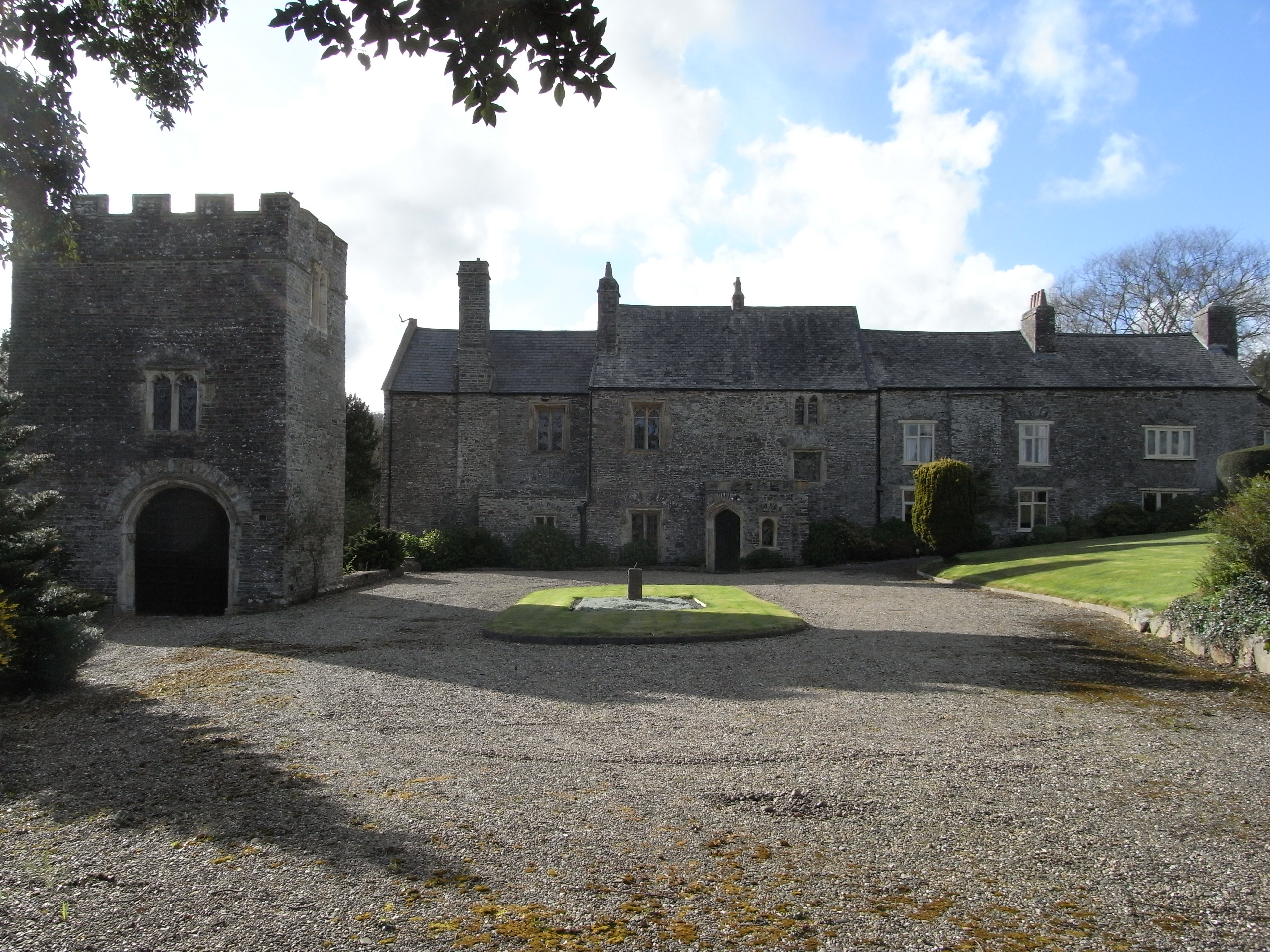
Weare Giffard Hall, das Herrenhaus von Weare Giffard, vom Eingangstor aus.

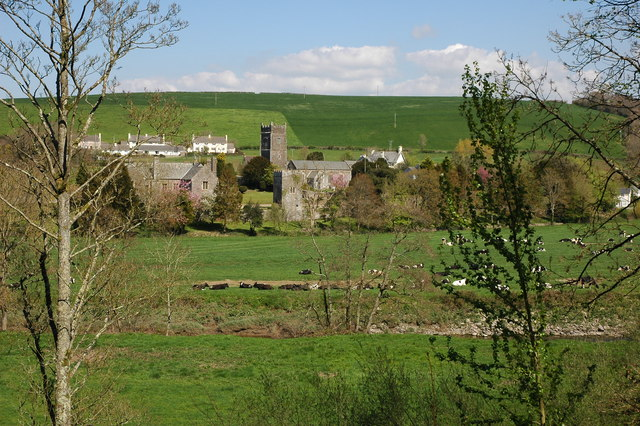
Weare Giffard Church und Wear Giffard Hall, Ansicht von Südwesten über den River Torridge.

Weare Giffard Hall ist ein Herrenhaus, etwa 800 Meter westlich des Dorfes Weare Giffard, etwa 4 km nordwestlich des Marktes Great Torrington in der englischen Grafschaft Devon. Das Herrenhaus und die angrenzende Kirche liegen auf einem Hang nördlich über dem weiten, flachen Talboden des River Torridge. Sowohl das Herrenhaus als auch die Kirche sollen als historische Gebäude I. Grades gelistet werden.

## Namensherkunft
Der Geschichtswissenschaftler von Devon, Tristram Risdon († 1640) nahm an, dass der Name „Weare“ von „Fischwehr“ (engl.: „fish weir“) abgeleitet wurde. Solche Wehre waren früher in den Flüssen angebracht, um Fische zu fangen. Der Bau eines Fischwehr bedingte im Allgemeinen eine Genehmigung des Feudalherrn, weil dies natürlich die Fänge anderer Bewohner weiter unten am Fluss beeinträchtigte. In mittelalterlichen Quellen findet man viele Streitigkeiten über Fischwehre.

## Grundherren

### Giffard

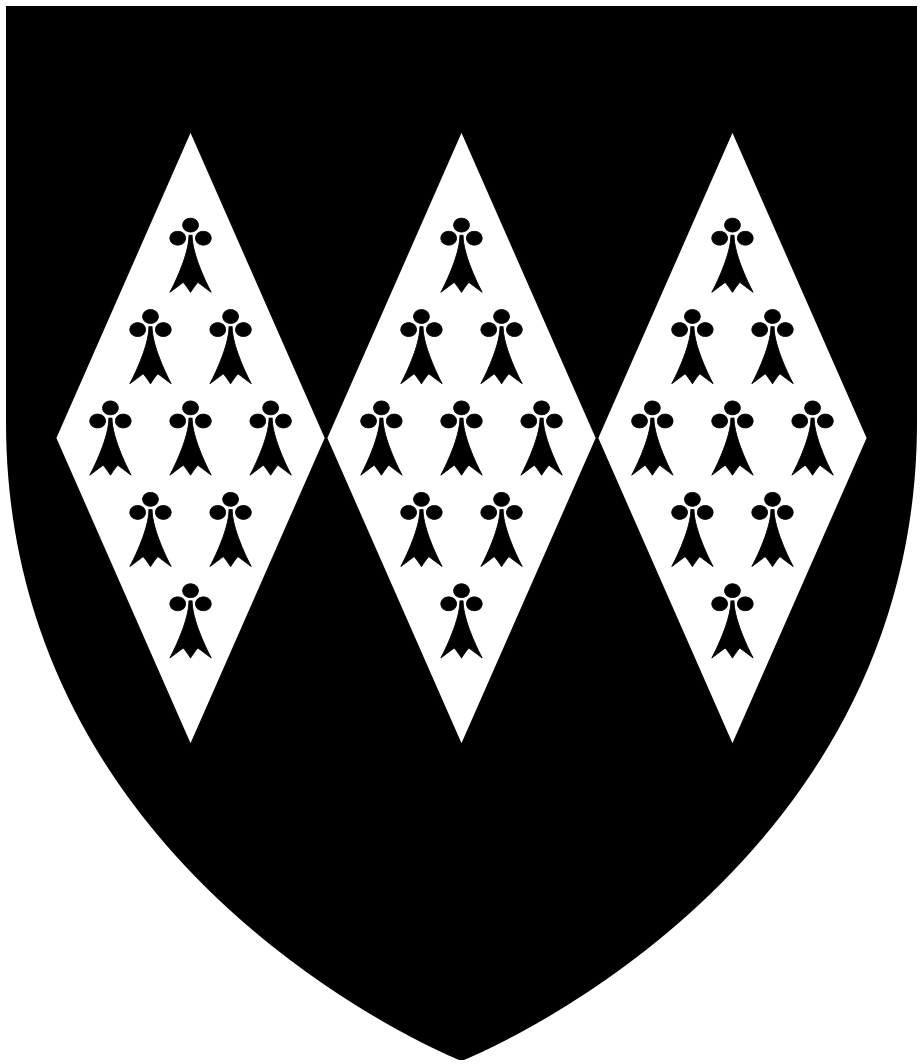
Wappen der Giffards: Schwarz, drei Rauten, verbunden mit einem Hermelinbalken. Dieses Wappen kann man in der Kirche von Chittlehampton auf dem Denkmal von John Giffard († 1622) aus Brightley sehen. Das Wappen kam im 19. Jahrhundert als Wappen von Hardinge Giffard (1853–1921), Lordkanzler, wieder zum Tragen, der 1885 als Baron Halsbury aus Halsbury in den Hochadel aufstieg und 1898 zum Earl of Halsbury gemacht wurde.

Einer der ersten Grundherren war im 13. Jahrhundert Sir Walter Giffard, von dem der zweite Namensteil der Grundherrschaft stammte (vgl. Haus Fougères). Er lebte in der Regierungszeit König Heinrichs III. (1216–1272). Er hinterließ eine Tochter, Emma, die dreimal verheiratet war:
- erstens mit Hugh Widworthy, ohne Nachkommen.
- zweitens mit Sir William Trewin; ihr Sohn William Trewin nahm den Namen De Wear als Vatersnamen an.
- drittens mit Sir Robert Dynham, ohne Nachkommen.

Steinbildnisse eines frühen Mitgliedes der Familie Giffard und seiner Gattin sind in der Pfarrkirche zu sehen; sie sind heute in bogenbewehrten Nischen in der Nordwand des Kirchenschiffes untergebracht. Sie sollen Sir Walter Giffard und seine Gattin, Lady Alice de St George, darstellen, deren Sohn ebenfalls ‘’Walter’’ hieß, aber es gibt keine Namensinschriften oder Wappenbücher mehr, die einen Hinweis auf die Identität liefern könnten. Ursprünglich waren diese Steinbildnisse im nördlichen Querschiff aufgestellt, aus dem sie im 19. Jahrhundert entfernt wurden, um Platz für eine neue Orgel zu schaffen.

### De Wear
Die Trewins (oder Treawyns usw.), alias De Weare, sollen Fische als heraldisches Detail genutzt haben, die an das Fischwehr in der Grundherrschaft erinnerten, und solche Details findet man auf den Zwickeln des westlichen Bogens der westlichen Vorhalle der Weare Giffard Hall. Das Wappen von William Trewin alias De Weare († 1421) sieht man in der 4. Vierung des Wappenschildes auf der Bronzeplatte in der Kirche von Filleigh, auf der Richard Fortescue († 1570) abgebildet ist: Silber auf einem grünen Band zwischen sechs roten Kleeblattspitzkreuzen drei goldene Krummstabköpfe.
Der letzte männliche Nachkomme der Familie De Wear war William de Wear, der um 1421 starb und als Alleinerbin eine Tochter hinterließ, die Richard Denzell heiratete. Dieser stammte aus einer Nebenlinie der Familie Denzell aus St Mawgan in Cornwall.

### Denzell

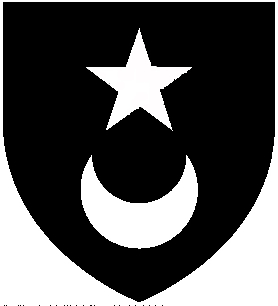
Wappenschild der Denzells: Schwarz, oben ein silberner Stern und unten eine silberne Sichel

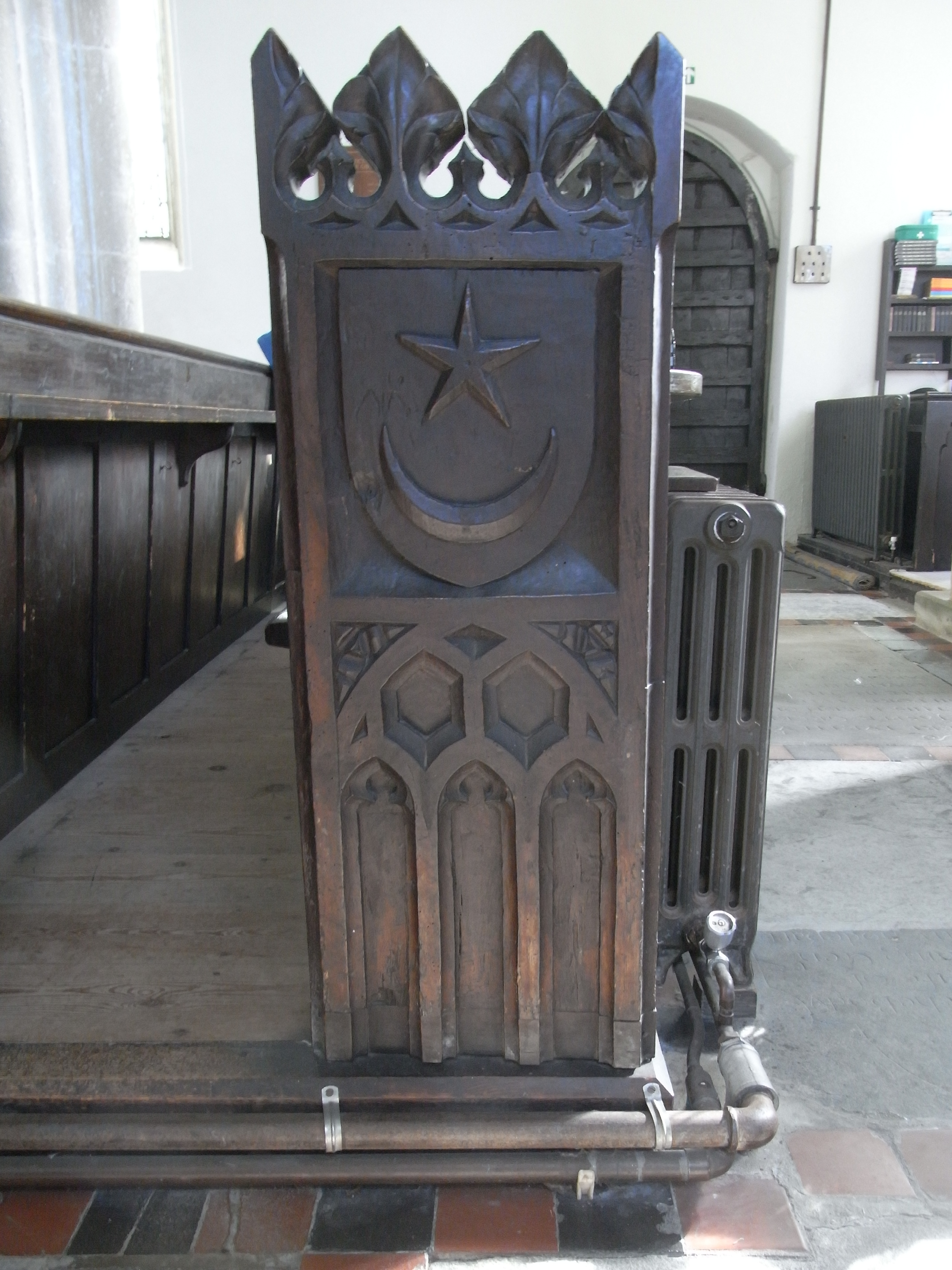
Heraldische Kirchenbankwange, um 1510, in der Kirche von Weare Giffard mit dem Wappen der Familie Denzell

Die Hauptlinie der Familie Denzell starb in männlicher Linie mit dem Tod von John Denzel, Serjeant-at-Law und Attorney-General der Königin, Elizabeth of York 1535 aus. Er besaß große Ländereien in Cornwall und hinterließ zwei Töchter als gemeinsame Erben, Ann, die Sir William Holles (1509–1591), später Lord Mayor of London, heiratete, und eine weitere Tochter, die in die Familie Roskymer einheiratete. Eine Nebenlinie dieser Familie erwarb Weare Giffard Hall durch Heirat mit der Erbin der De Wears.
Richard Denzell hatte durch seine Gattin, die De-Wear-Erbin, einen Sohn, der ebenfalls Richard hieß, aber selbst keine männlichen Nachkommen, sondern nur eine Tochter namens Elizabeth als Alleinerbin. Das Wappen der Denzells war: Schwarz, oben ein silberner Stern und unten eine silberne Sichel. Dieses Wappen findet man auf der Wange einer Kirchenbank, die um 1510 entstand, in der Kirche von Weare Giffard und ebenso in einem steinernen Denkmal an Sir Richard de Pomeroy (1442–1496) in der Kirche von Berry Pomeroy. Sir Richard de Pomeroy (1442–1496), von König Heinrich VII. zum Ritter geschlagen und 1473 Sheriff of Devon, heiratete Elizabeth Densell († 1508), Tochter und Miterbin von Richard Densell aus Weare Giffard und Filleigh und Witwe von Martin Fortescue († 1472) aus Wimpstone. Das Wappen der Denzells ist in der 2. Vierung des Wappens von Richard Fortescue (um 1517–1570) auf seiner Bronzeplatte in der Kirche von Filleigh zu sehen.

### Fortescue

Wappen der Fortescues: Blau, ein silbernes Band im Bogenschnitt, flankiert von zwei goldenen Bändern. Redendes Motto: Forte Scutum Salus Ducum (dt.: „Ein starkes Schild ist die Rettung der Führer“)

1454 heiratete Sir Martin Fortescue († 1472), zweiter Sohn von Sir John Fortescue (1395–1485), Höchster Richter, aus Ebrington in Gloucestershire Elizabeth Densyll, die Tochter und Erbin von ‘’Richard Densyll’’ aus Weare Giffard und Filleigh. So kamen das Herrenhaus und die Grundherrschaft zusammen mit etlichen weiteren Grundherrschaften der Densylls, wie East Buckland, Bray (beide in der Nähe von Filleigh), Buckland Filleigh, Combe und Tamerton, in den Besitz der Familie Fortescue. Das Anwesen in Filleigh, 22 km² groß, einschließlich des Herrenhauses Castle Hill, befindet sich heute noch in privater Hand und gehört den Nachfahren der Familie Fortescue. Der letzte Earl Fortescue, der Castle Hill besaß, war Hugh Fortescue, 4. Earl Fortescue (1888–1958), der im Alter von 70 Jahren im Juni 1958 starb. Da er keine überlebenden männlichen Nachkommen hatte, erbte sein jüngerer Bruder, Denzil Fortescue, 6. Earl Fortescue, das Earldom. Aber der 5. Earl vermachte seinen Hauptsitz Castle Hill seiner älteren Tochter, Lady Margaret Fortescue (* 1923) und Weare Giffard Hall seiner jüngeren Tochter, Lady Elizabeth Fortescue (* 1926), die das Herrenhaus 1960 verkaufte. Lady Margaret hatte 1948 Bernard van Cutsem geheiratet und hatte Nachwuchs. In Castle Hill wohnt heute ihre Tochter Eleanor, Countess of Arran, (* 1949), die am 28. September 1974 Arthur Gore, 9. Earl of Arran, (* 1938) heiratete. Lady Elizabeth heiratete 1946 Major William Lloyd (John) Baxendale, Coldstream Guards, aus Hailwell House in Sussex und hatte Nachkommen:
- David Hugh (* 1952)
- Peter Anthony (* 1955)
- Lucinda Margaret (* 1958)

Lady Elizabeth Baxendale verkaufte das Herrenhaus 1960.

## Herrenhaus
Weare Giffard Hall wurde von Sabine Baring-Gould, wie folgt, beschrieben:

„Wenn man sich dem Haus nähert, haben wir zur Linken den quadratischen Eingangsturm und treten durch eine moderne gotische Vorhalle in die Eingangshalle ein. Über dem offenen Kamin sind zwei Eichenschnitzereien, die die Anbetung der Könige und Auferstehung darstellen. Die Wände der Halle sind mit Bildwirkereien verkleidet. Den besten Blick auf das Dach des Herrenhauses hat man von der Galerie aus. Die Nordwand ist mit drei Ganzkörperporträts im Stil von Sir Peter Lely und einigen elisabethanischen Medaillons geschmückt. An der Südwand befinden sich drei Wappenreliefs: Das königliche Wappen von 1599, rechts davon das der Bedfords und links davon das de Bourchiers, Earl of Bath. Bis zu einer Höhe von 3 Metern sind die Wände mit reich geschnitzter Eiche vertäfelt. Es gibt hier etliche Räume mit interessanten offenen Kaminen.“